# Tepev Mons
Il Tepev Mons è una struttura geologica della superficie di Venere.